# فرودگاه آبی هور سنت-پیر
فرودگاه آبی هور سنت-پیر (به انگلیسی: Havre Saint-Pierre Water Aerodrome) یک فرودگاه خصوصی است که یک باند فرود آب دارد. این فرودگاه در کشور کانادا قرار دارد و در ارتفاع ۳۰ متری از سطح دریا واقع شده‌است.